# Баре Бисол
Баре Бисол (фр. Barrais-Bussolles) насеље је и општина у централној Француској у региону Оверња, у департману Алије која припада префектури Виши.
По подацима из 2011. године у општини је живело 216 становника, а густина насељености је износила 8,52 становника/km². Општина се простире на површини од 25,34 km². Налази се на средњој надморској висини од 470 метара (максималној 505 m, а минималној 287 m).

## Демографија
| 1962. | 1968. | 1975. | 1982. | 1990. | 1999. | 2011. |
| ----- | ----- | ----- | ----- | ----- | ----- | ----- |
| 366   | 370   | 282   | 241   | 215   | 222   | 216   |

График промене броја становника у току последњих година